# Maryna Er Gorbach
Pour les articles homonymes, voir Er et Gorbach.
Maryna Er Gorbach, née en 17 juillet 1981 à Kiev (à l'époque en République socialiste soviétique d'Ukraine, Union des républiques socialistes soviétiques) est une cinéaste et scénariste ukrainienne.
Elle écrit, réalise, produit et monte ses films, souvent avec son mari, le cinéaste turc Mehmet Bahadir Er.

## Biographie
Maryna Er Gorbach naît à Kiev en 1981. Elle étudie à l'Université de théâtre, de cinéma et de télévision I. K. Karpenko Kary à Kiev et, après avoir obtenu son diplôme en 2006, elle suit une classe de maître en réalisation cinématographique à la Andrzej Wajda Master School en Pologne.
Maryna Er Gorbach a remporté le prix de la meilleure réalisation dans la World Cinema Dramatic Competition au Festival du film de Sundance 2022 pour son film Klondike. Elle fait partie d'un groupe de cinéastes ukrainiens qui ont appelé à l'aide internationale pour l'Ukraine lors de l'invasion russe de l'Ukraine en 2022.

## Filmographie
| Année | Titre                   | Remarques                         | Réf.  |
| ----- | ----------------------- | --------------------------------- | ----- |
| 2009  | Black Dogs Barking (en) | co-réalisé avec Mehmet Bahadir Er | [ 6 ] |
| 2013  | Love Me                 | co-réalisé avec Mehmet Bahadir Er | [ 1 ] |
| 2019  | Omar and Us             | co-réalisé avec Mehmet Bahadir Er | [ 7 ] |
| 2022  | Klondike                |                                   | [ 4 ] |

## Récompenses et distinctions
- Friedenspreis des Deutschen Films – Die Brücke 2022 : Prix spécial pour Klondike[8]
- Festival international du film de Berlin 2022 : Nomination au Prix du Public Panorama pour Klondike
- 2022 : Festival de Cannes : Prix du jury œcuménique dans la section Panorama pour Klondike[9]
- Festival international du film de Seattle 2022 : Grand Prix du Jury au concours principal pour Klondike[10]
- Festival du film de Sundance 2022 : Prix du meilleur réalisateur dans la World Cinema Dramatic Competition pour Klondike[11]
- Ours de Berlin (B.Z.-Kulturpreis) 2022